# Sankt Nicolai kyrka, Sölvesborg
För andra betydelser, se Sankt Nicolai kyrka.
Sankt Nicolai kyrka är en kyrkobyggnad som tillhör Sölvesborgs församling, Lunds stift och Sölvesborgs kommun. Den ligger mitt i Sölvesborgs centrum.

## Kyrkobyggnaden
Kyrkan uppfördes i slutet av 1200-talet och långhuset tillkom i början av 1300-talet. I slutet av detta århundrade uppförde man tornet. Inne i kyrkan finns många sevärda kalkmålningar från 1400-talet utförda av Sölvesborgsmästaren..
1649 försågs vapenhuset med en ny gavel i renässansstil, i övrigt är kyrkan i gotisk stil. Kyrkans inre smyckas av stjärnvalv samt kalkmålningar från 1400-talets första år, som skildar scener ur Jesu och Marie liv. I kyrkan finns också ett triumfkrucifix från samma tid.
Altaruppsatsen och predikstolen är från 1620-talet. "Regia Firmat Pietas" (Fromhet stärker väldet) som står att läsa på predikstolen var Kristian IV:s valspråk.

Invid kyrkan finns lämningar av ett karmeliterkloster, inrättat 1486 enligt beslut av påven Innocentius VIII. Norr om kyrkan ligger prästgården från 1833, vars hyresgäst per 2010 var bildkonstnären och musikern Jonas Lundh med familj.

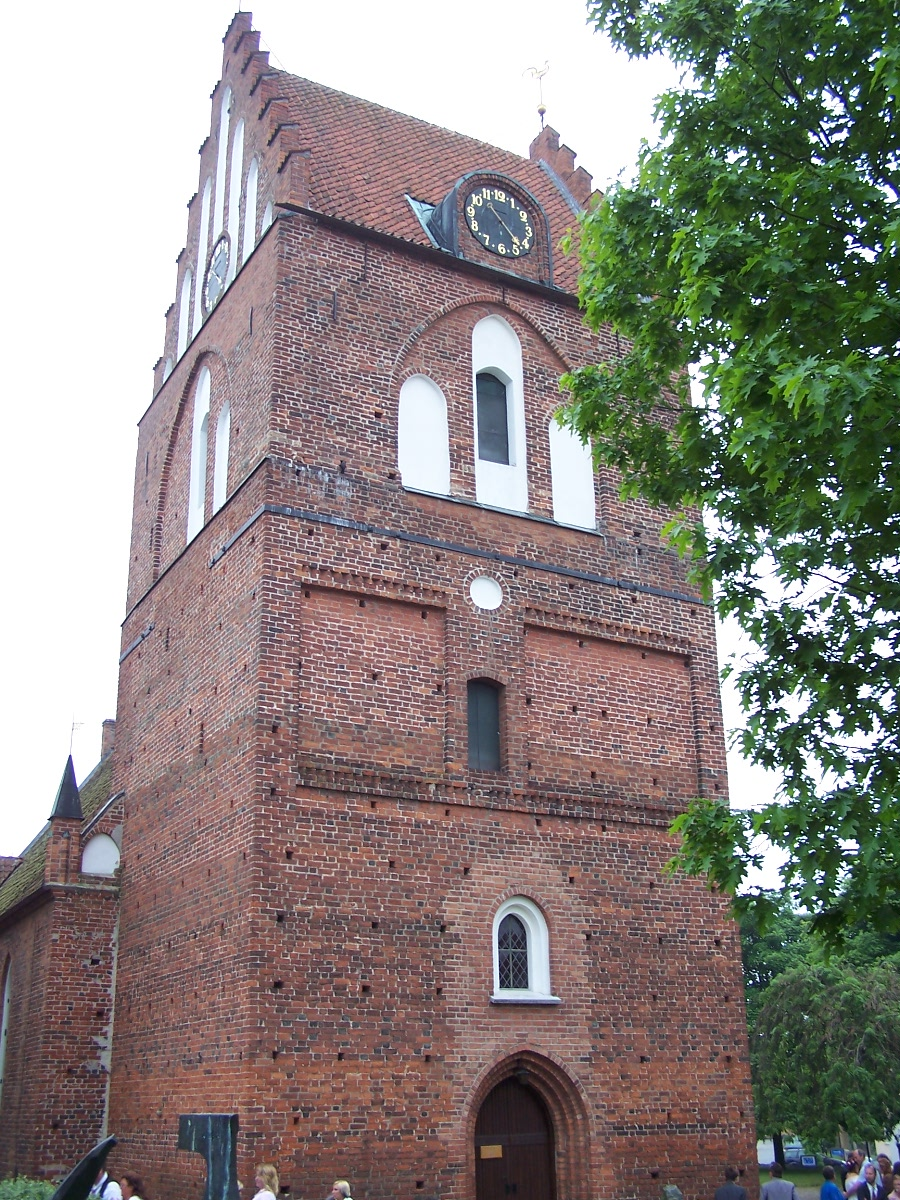
Tornet.
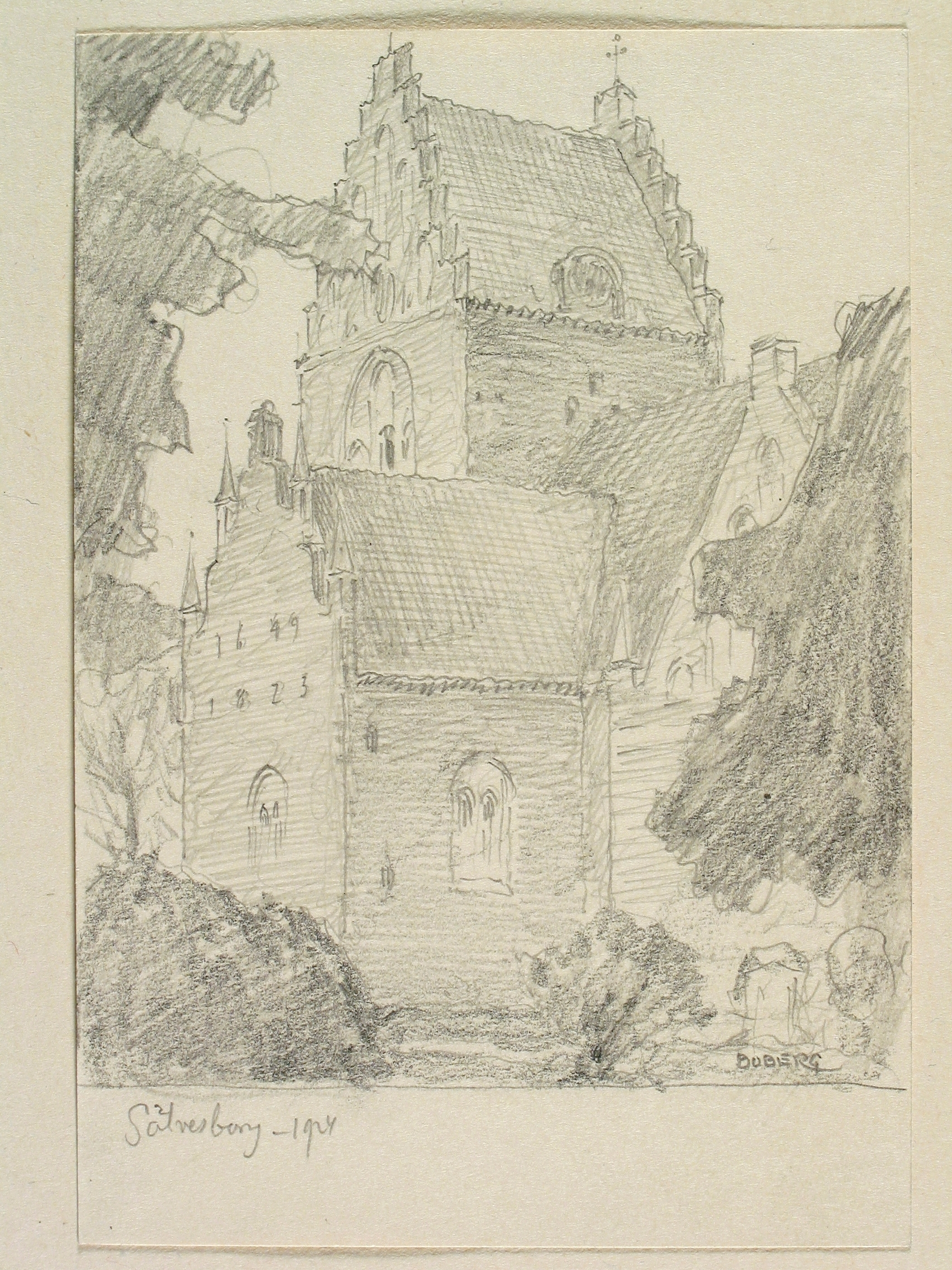
Sankt Nicolai kyrka tecknad av Ferdinand Boberg 1924.

## Inventarier
I vapenhuset står en runsten från 500-talet kallad Stentoftenstenen. Fattigbössan av ek är från medeltiden.

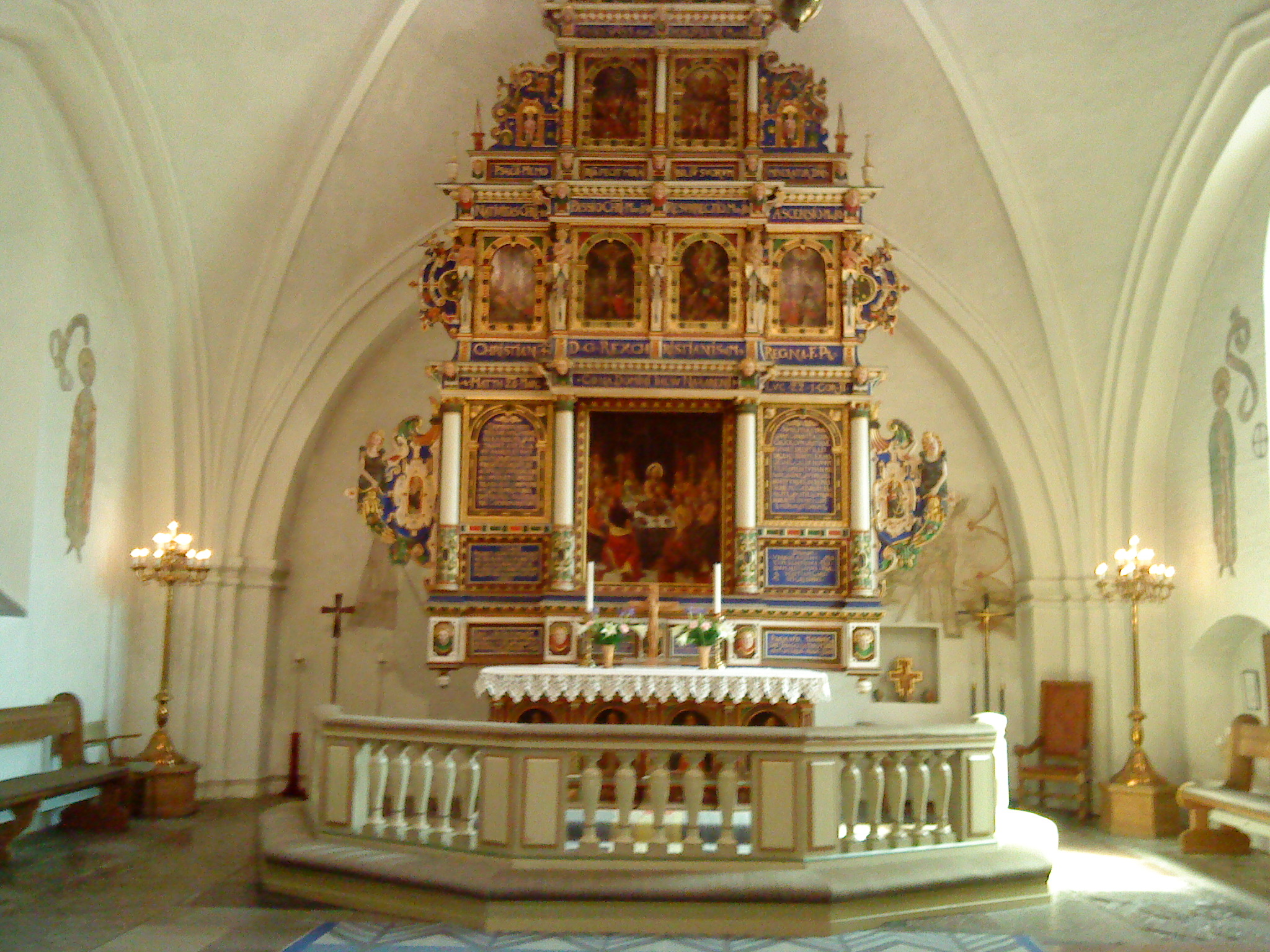
Altaret
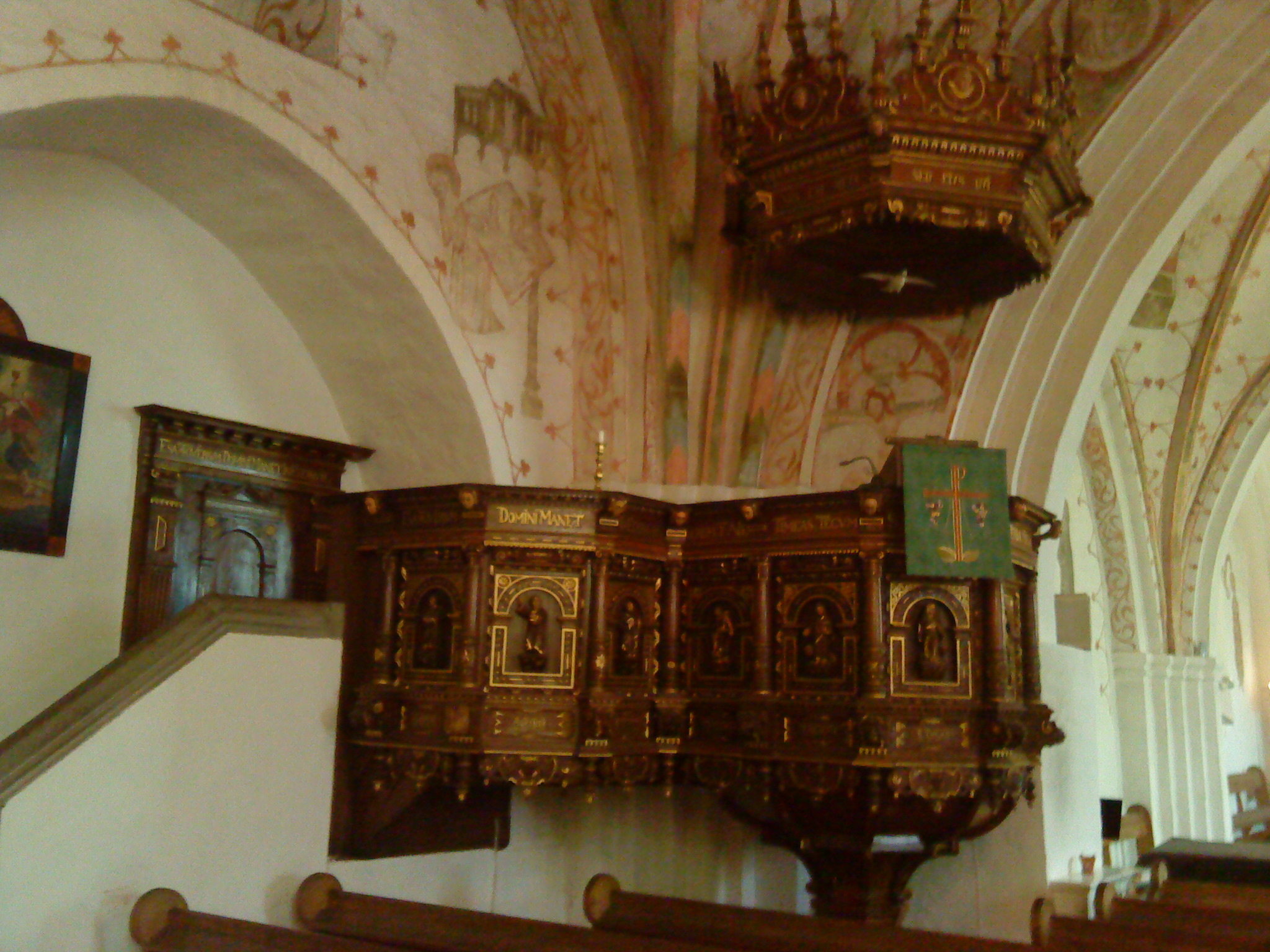
Predikstolen
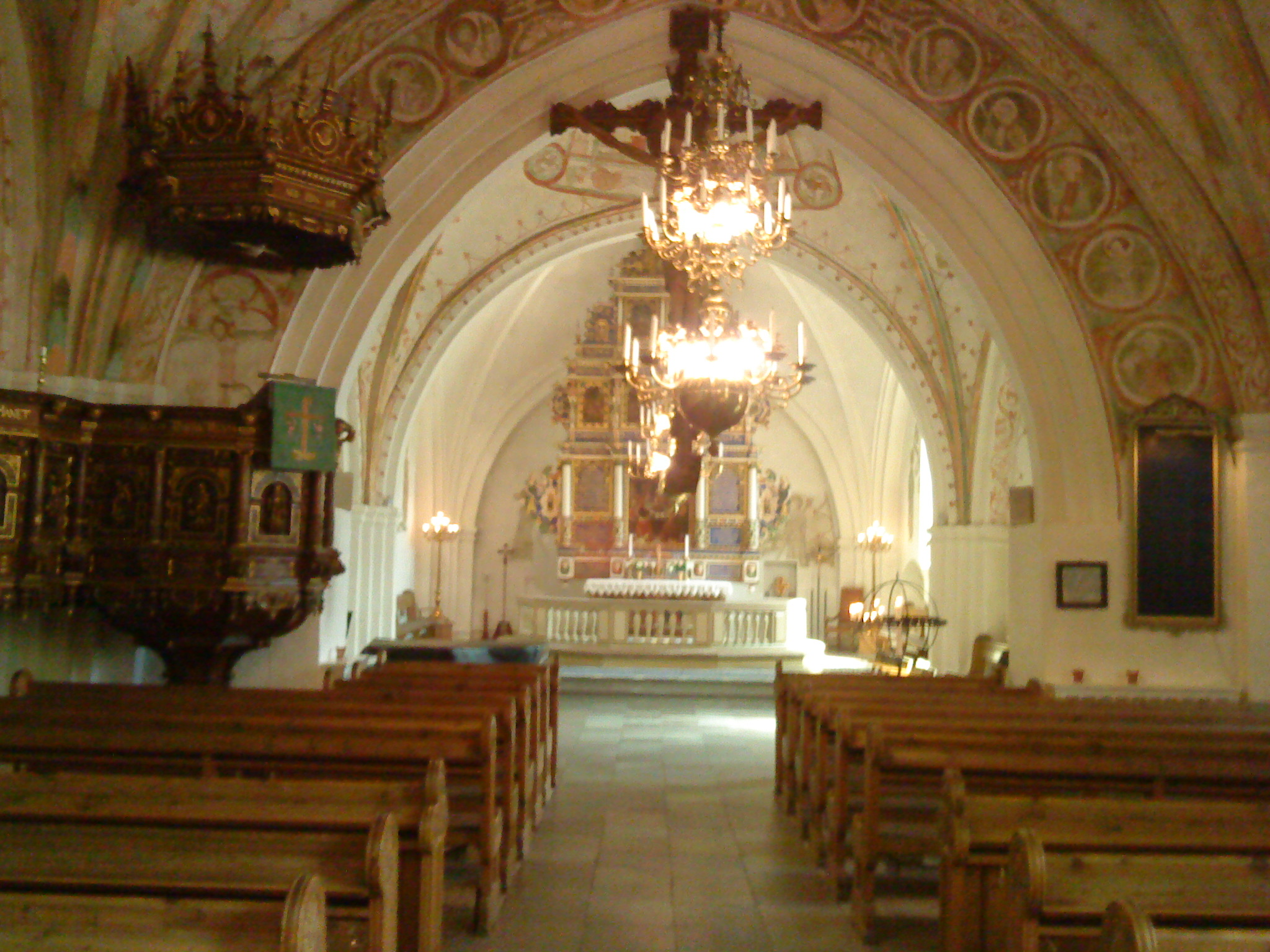
Interiör
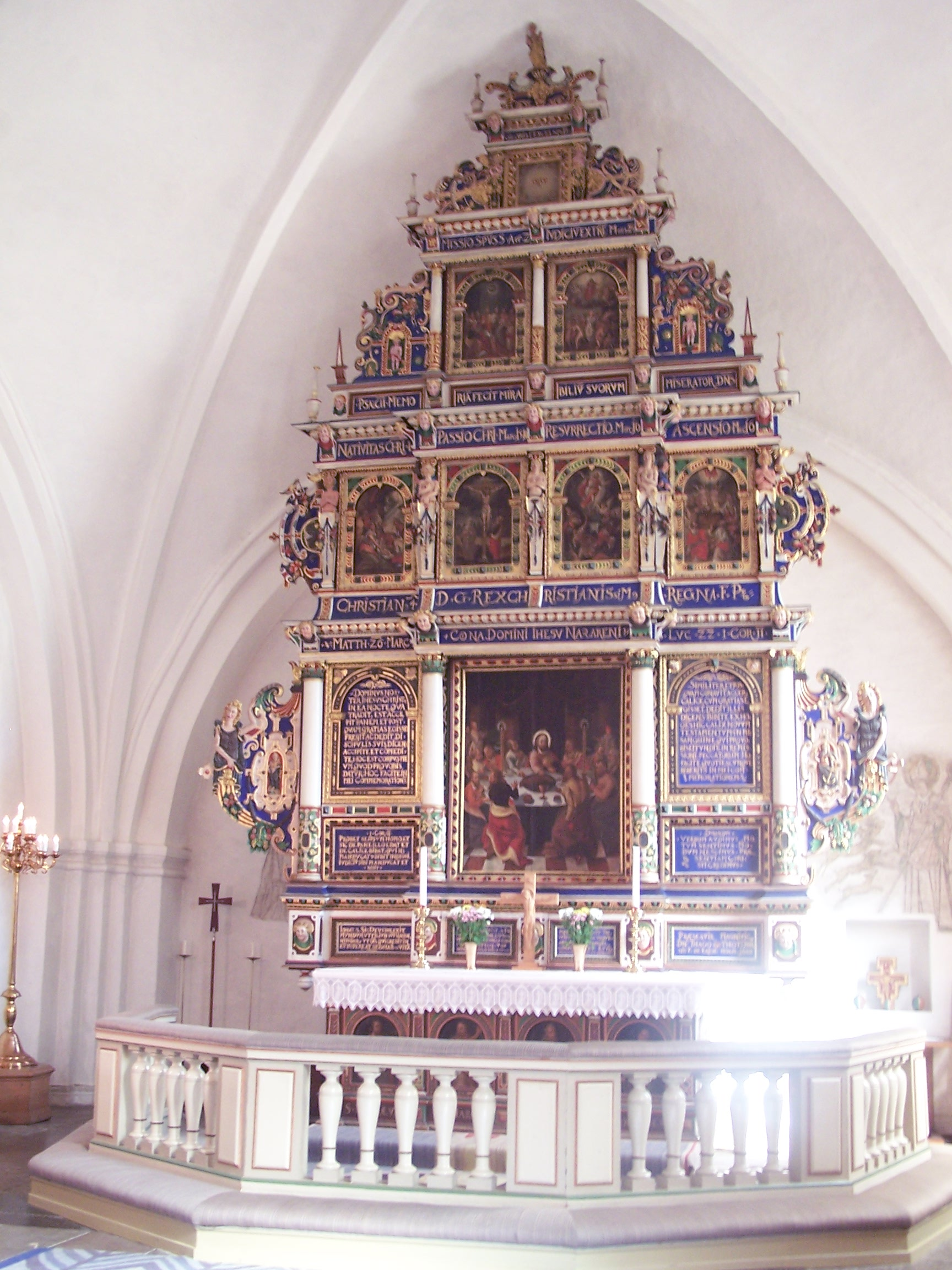
Altaret
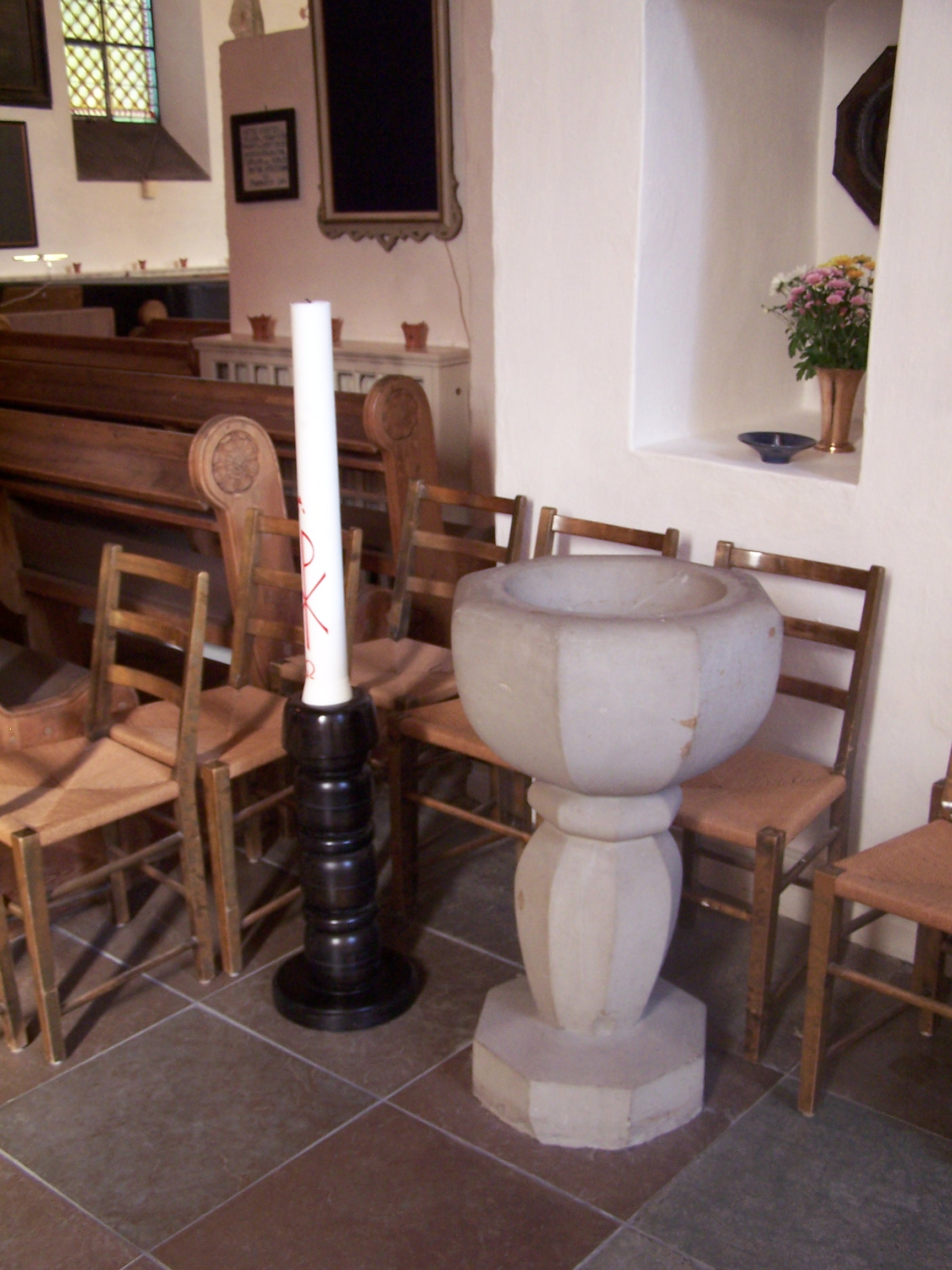
Dopfunten
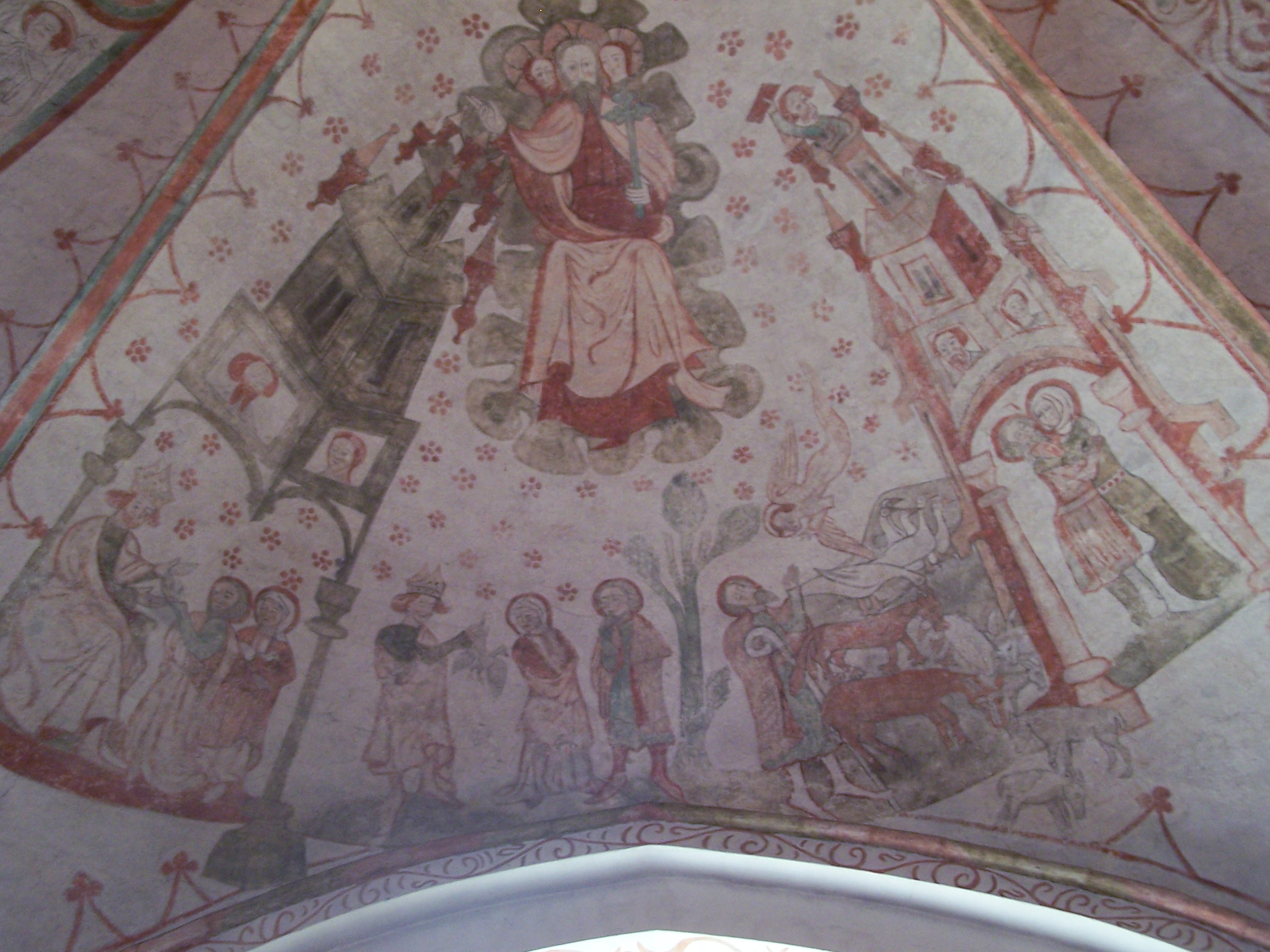
Några av kalkmålningarna

## Orgeln

### Läktarorgel
- 1773 fanns det lämningar, såsom bälgar av en äldre orgel.[3]
- 1834 byggdes en orgel av Johan Petter Åberg i Vassmolösa med 15 stämmor.[4]
- 1905 byggdes en ny orgel av Johannes Magnusson i Göteborg och hade 25 stämmor.[4]
- 1946 byggdes en orgel av Mårtenssons orgelfabrik AB i Lund och hade 49 stämmor.[4]
- Den nuvarande orgeln är byggd 1967 av Jehmlich Orgelbau Dresden och är en mekanisk orgel.[4]

Disposition:
| Ryggpositiv I  | Huvudverk II      | Svällverk III     | Pedalverk C-d1   | Koppel |
| Tenngedackt 8' | Gedacktpommer 16' | Trägedackt 8'     | Subbas 16'       | I/P    |
| Kvintadena 8'  | Principal 8'      | Viola di Gamba 8' | Principal 8'     | II/P   |
| Prestant 4'    | Rörflöjt 8'       | Koppelflöjt 4'    | Koppargedackt 8' | III/P  |
| Spetsflöjt 4'  | Oktava 4'         | Principal 2'      | Dolkan 4'        | I/II   |
| Svegel 2'      | Nasat 2 2⁄3'      | Sifflöjt 1'       | Nachthorn 2'     | III/II |
| Kvinta 1 1⁄3'  | Oktava 2'         | Sesquialtera 2 ch | Rauschpfeife 3ch |        |
| Scharf 4 ch    | Mixtur 5 ch       | Cymbel 4 ch       | Alikvotbas 3 ch  |        |
| Dulcian 8'     | Trumpet 8'        | Harfenregal 16'   | Fagott 16'       |        |
| Tremulant      |                   | Tremulant         | Skalmeja 4'      |        |

### Kororgel
Kororgeln är byggd 1946 av Mårtenssons orgelfabrik Ab i Lund och har elektrisk traktur och pneumatisk låda. Denna orgeln är ett fjärrverk från 1946 års läktarorgel.  Kororgeln fick eget spelbord 1967. Den tidigare kororgeln var byggd 1964 av Einar Ströwik i Sölvesborg med 12 stämmor och flyttades till Smedstorps kyrka 1967.
Disposition:
| Manual        |
| Gedackt 8'    |
| Principal 4'  |
| Täckflöjt 4'  |
| Blockflöjt 2' |
| Quinta 1 1⁄3' |
| Mixtur        |